# Dicranomyia (Alexandriaria) phalangioides
Dicranomyia (Alexandriaria) phalangioides is een tweevleugelige uit de familie steltmuggen (Limoniidae). De soort komt voor in het Nearctisch gebied.